# Apache Tika
Apache Tika – otwartoźródłowe oprogramowanie do wykrywania i analizy treści, napisane w Javie, stworzone i znajdujące się pod opieką Apache Software Foundation. Tika wykrywa i wyodrębnia metadane oraz tekst z ponad tysiąca różnych typów plików. Narzędzia Tika można używać m.in. jako biblioteki programistycznej (nie tylko w jęz. Java, lecz w wielu innych popularnych jęz. programowania), z wiersza poleceń (CLI) lub jako serwis webowy (REST).

## Opis działania
Tika umożliwia identyfikację ponad 1400 typów plików na podstawie taksonomii typów MIME. W przypadku większości popularnych i popularnych formatów Tika zapewnia ekstrakcję treści, ekstrakcję metadanych oraz identyfikację języka. Formatem wyjściowym działania aplikacji może być jeden z kilku formatów (m.in. JSON, XML, HTML), które mogą następnie być użyte jako dane wejściowe do innych narzędzi. Istnieje możliwość rozpoznawania tekstu w formie obrazu za pomocą oprogramowania OCR Tesseract.

## Użycie
Tika, mimo że może być użyta samodzielnie, typowo jest używana w powiązaniu z innymi narzędziami: wyodrębniony tekst i metadane trafiają do narzędzi indeksujących treść takich jak Apache Solr lub Elasticsearch lub są poddawane analizie „w locie”. Tego typu funkcje są użyteczne w systemach zarządzania treścią, wyszukiwarkach korporacyjnych i internetowych czy robotach internetowych, takich jak Apache Nutch itp. Treści wyodrębnione przez system Tika mogą być udostępnione w innej formie w jednym popularnych formatów.

## Zastosowania
Tika jest, pośrednio lub bezpośrednio, używana obecnie w wielu dziedzinach i branżach, które są zainteresowane przetwarzaniem dużych ilości danych tekstowych: w badaniach naukowych i rynkowych, przez instytucje finansowe (w tym Goldman Sachs) itp.
4 kwietnia 2016 r. Forbes opublikował artykuł wskazujący Tikę jako jedną z kluczowych technologii używanych przez ponad 400 dziennikarzy do analizy 11,5 miliona ujawnionych dokumentów w ramach wycieku danych znanych pod nazwą Panama Papers (gdzie ujawniono przypadki przechowywania środków finansowych w zagranicznych instytucjach finansowych zlokalizowanych w rajach podatkowych przez wielu prominentnych polityków, urzędników i ich współpracowników).